# أنتونيو بوتشاديس
أنتونيو بوتشاديس (بالإسبانية: Antonio Puchades)‏ (مواليد 4 يونيو 1925) هو لاعب كرة قدم. يلعب مع منتخب إسبانيا لكرة القدم. سبق له أن لعب في كأس العالم لكرة القدم مع منتخب بلاده.

## مسيرته الكروية
لعب أنتونيو بوتشاديس خلال مسيرته الاحترافية مع نادِ واحدٍ في اثنا عشر موسمًا وسجل خلالها 4 أهداف ضمن 257 مباراة. حيث فاز في موسمين بالكأس وفي موسم واحد بالدوري.
خاض أنتونيو بوتشاديس مسيرته مع نادي فالنسيا في موسم 1946–47 ليلعب معه اثنا عشر موسمًا، مشاركًا في 257 مباراة سجل خلالها 4 أهداف.

## روابط خارجية
- أنتونيو بوتشاديس على موقع الاتحاد الدولي (مؤرشف)  (الإنجليزية)
- أنتونيو بوتشاديس على موقع قاعدة بيانات كرة القدم.إي يو (الإنجليزية)
- أنتونيو بوتشاديس على موقع ناشيونال فوتبول تيمز (الإنجليزية)
- أنتونيو بوتشاديس على موقع Soccerway.com (الإنجليزية)
- أنتونيو بوتشاديس على موقع عالم كرة القدم.نت (الإنجليزية)